# Villa Riva Berni
Villa Riva Berni è una villa seicentesca di proprietà della nobile famiglia dei marchesi Riva-Berni di Mantova, già di proprietà della famiglia Lanzoni.

## Storia e descrizione
La villa sorge a Bagnolo San Vito (MN) nel cuore dell'agro mantovano.
La villa è costruita in stile barocco, con influenze giuliesche, edificata nel XVII secolo, è stata recentemente oggetto di un restauro conservativo.
Il giardino all'italiana antistante la villa ne fa apprezzare la sontuosità e la bellezza, dietro la Villa sorge un maestoso
parco. Ad un'estremità del muro di recinzione è posta la cappella privata dedicata alla Vergine Assunta con una maestosa pala d'altare coeva all'edificazione della stessa.
Il complesso padronale è caratterizzato da due ampi scaloni di accesso alla porta principale. La parte superiore della facciata è decorata con bassorilievi in cotto che riproducono luoghi mantovani, simili a quelli presenti sulla facciata "Casa del Rabbino" in Via Bertani a Mantova.
Dal 1995 al 1999 è stata la prima sede ufficiale del "Parlamento del Nord".
Eleonora Gonzaga (1726-1782), figlia del principe Sigismondo IV Gonzaga della linea di Vescovato, sposò nel 1746 il marchese Francesco Riva Berni, che volle rendere la villa adatta al rango principesco della moglie.